# Фригийцы (пьеса)
«Фригийцы» — трагедия древнегреческого драматурга Софокла (V век до н. э.) на тему мифов о Троянской войне. Её текст утрачен за исключением двух небольших отрывков (724—725 Radt).
В сохранившихся источниках нет никаких данных о пьесе и её сюжете. Проводя аналогию с трагедией Эсхила «Фригийцы, или Выкуп тела Гектора», исследователи полагают, что речь шла о приходе Приама в лагерь ахейцев после гибели его старшего сына и о встрече старого царя с Ахиллом, после которой тело Гектора было выдано для погребения. В одном из уцелевших отрывков кто-то из героев рассказывает, что бог войны Арес забирает только «добрых и могучих». В другом говорится: «О, перестаньте в свадебных напевах // Союз <злосчастный> этот величать!», и здесь может идти речь о гибели Ахилла. Этого героя, по одной из версий мифа, заманили в засаду под предлогом свадьбы с дочерью Приама Поликсеной.